# Кёзелиц
Кёзелиц (нем. Köselitz) — деревня в Германии, в земле Саксония-Анхальт. Входит в состав города Косвиг (Анхальт) района Виттенберг.
Население составляет 195 человек (на 31 декабря 2006 года). Занимает площадь 19,07 км².
Название деревни имеет славянское происхождение. До 31 декабря 2008 года Кёзелиц имел статус общины (коммуны). 1 января 2009 года вошёл в состав города Косвиг (Анхальт).